# Црква Светог архангела Михаила у Лужанима
Црква Светог архангела Михаила у Лужанима, насељеном месту на територији општине Алексинац, припада Епархији нишкој Српске православне цркве.
Изградња цркве посвећене Светом архангелу Михаилу започета је 1997. године. Темеље ове Цркве осветио је епископ нишки Иринеј 20. августа 1997. године. Храм је још увек у фази изградње.